# Вінтер-Гарденс (Каліфорнія)
Вінтер-Гарденс (англ. Winter Gardens) — переписна місцевість (CDP) в США, в окрузі Сан-Дієго штату Каліфорнія. Населення — 22 380 осіб (2020).

## Географія
Вінтер-Гарденс розташований за координатами 32°50′15″ пн. ш. 116°55′36″ зх. д. / 32.83750° пн. ш. 116.92667° зх. д. (32.837527, -116.926565).  За даними Бюро перепису населення США в 2010 році переписна місцевість мала площу 11,48 км², з яких 11,47 км² — суходіл та 0,00 км² — водойми.

## Демографія
Згідно з переписом 2010 року, у переписній місцевості мешкала 20 631 особа в 7468 домогосподарствах у складі 5255 родин. Густота населення становила 1798 осіб/км².  Було 7885 помешкань (687/км²).
Расовий склад населення:
| - 81,6 % — білих - 2,0 % — чорних або афроамериканців - 1,7 % — азіатів - 1,1 % — корінних американців - 0,5 % — вихідців з тихоокеанських островів - 7,8 % — осіб інших рас |

До двох чи більше рас належало 5,3 %. Частка іспаномовних становила 20,8 % від усіх жителів.
За віковим діапазоном населення розподілялося таким чином: 24,3 % — особи молодші 18 років, 65,4 % — особи у віці 18—64 років, 10,3 % — особи у віці 65 років та старші. Медіана віку мешканця становила 36,8 року. На 100 осіб жіночої статі у переписній місцевості припадало 97,4 чоловіків;  на 100 жінок у віці від 18 років та старших — 95,4 чоловіків також старших 18 років.
Середній дохід на одне домашнє господарство  становив 69 231 долар США (медіана — 58 277), а середній дохід на одну сім'ю — 79 237 доларів (медіана — 63 990). Медіана доходів становила 46 442 долари для чоловіків та 41 205 доларів для жінок. За межею бідності перебувало 12,8 % осіб, у тому числі 16,8 % дітей у віці до 18 років та 8,1 % осіб у віці 65 років та старших.
Цивільне працевлаштоване населення становило 9692 особи. Основні галузі зайнятості: освіта, охорона здоров'я та соціальна допомога — 21,4 %, науковці, спеціалісти, менеджери — 12,4 %, роздрібна торгівля — 11,8 %, будівництво — 11,5 %.